# قلب‌های طلایی
قلب‌های طلایی فیلمی به کارگردانی و نویسندگی اسماعیل پورسعید محصول سال ۱۳۴۸ است.

## خلاصه داستان
مهندس جوانی بر اثر جاری شدن سیل، چند پروژهٔ مهم و سرمایه‌اش را از دست می‌دهد.

## بازیگران
- عبدالله بوتیمار
- پوری بنایی
- فرشته
- غلامحسین بهمنیار
- هاله (سیمین دیوسالار)
- هوشنگ بهشتی
- محسن آراسته
- اکبر هاشمی